# Paectes languida
Paectes languida là một loài bướm đêm trong họ Noctuidae.